# Хайм, Эмми
Эмми (Эмилия) Хайм (нем. Emilie Heim; 10 сентября 1885, Вена — 13 октября 1954, Торонто) — австрийская певица (сопрано).
Училась пению сперва у своей матери, затем у Францес Мюттер, в 1911 г. дебютировала как исполнительница романсов. Много выступала в Германии и Австро-Венгрии, во время Первой мировой войны пела на фронте перед солдатами. В период недолговечного первого брака с писателем Э. А. Райнхардтом вошла в самый высший круг деятелей австрийской культуры; в 1916 г. литографированный портрет Хайм был создан Оскаром Кокошкой. Репертуар Хайм этого периода включал как классические песни Шуберта, Шумана и Вольфа, так и новейшие сочинения Берга, Шёнберга, Стравинского.
В 1930-е гг. Хайм делит свою жизнь между Великобританией, где живёт по большей части, Зальцбургом, где ведёт летние мастер-классы, и Канадой, где она по нескольку месяцев выступает и преподаёт в Торонтской консерватории. В 1946 г. Хайм окончательно переехала в Канаду. Среди канадских учеников Хайм — Лоис Маршалл и ряд других заметных певцов и певиц.